# مزرعه عطار
مزرعه عطار یک منطقهٔ مسکونی در ایران است که در دهستان تنگ چنار واقع شده‌است.